# バーサス (パチスロ)
バーサス（VERSUS）は、1998年6月にアルゼから発売されたパチスロ（4号機）。

## 概要
大ヒットとなったサンダーVの後継機として発売された。台のコンセプトはサンダーVに準じたものになっており、サンダーVで初めて搭載された3連V絵柄も継承されている。V絵柄は青色で大きくV、右下に赤色で小さくERSUSとなっており、つなげて読むと「VERSUS」となる。
中リールの配列はクランキーコンドルと同じで、絵柄のみを変更したものになっている。このため、サンダーVでは取りこぼさなかったベルを取りこぼすようになっており、小役狙いの効果が高くなっている。
通常時においては左リール上段にBARを狙ってはさみ打ち、この場合に小役がダブルテンパイ（中段ベルと下段スイカ）すると小役はずれ目となる。つまりスイカを狙っていずれの小役も揃わなければリーチ目。また、リプレイはずしの効果も高く、設定判別も設定3以上で可能であったため、技術介入度は高い。
リールフラッシュはサンダーVより1種類増えて9種類となっており、ストレート（1回～3回の3種類）、オーバードライブ、メテオ、ブーメラン、クロスファイヤー、ビッグバン、ユニバーサル(UNIV)となっている。これらのうち、ボーナス期待度が高いのはビッグバンとユニバーサルである。

## ボーナス確率・機械割
| 設定 | BIG      | REG      | 機械割 |
| ---- | -------- | -------- | ------ |
| 1    | 1/287.44 | 1/585.14 | 95.4%  |
| 2    | 1/273.07 | 1/528.52 | 98.2%  |
| 3    | 1/260.06 | 1/481.88 | 101.0% |
| 4    | 1/248.24 | 1/442.81 | 103.8% |
| 5    | 1/240.94 | 1/409.6  | 106.6% |
| 6    | 1/240.94 | 1/364.09 | 109.4% |

※メーカー発表の数値

## その他
アルゼは1998年に社名をユニバーサル販売から変更しており、社名変更後の第1弾として発売されたのがこのバーサスであった。設計はユニバーサル販売時代に行われたため、下部パネル左下にある社名が「UNIVERSAL」となっている。これはバーサスとリール配列が同じハナビも同様であった。

## 5号機バーサス
アクロスが開発、2016年7月よりホームデビューした。Aプロジェクト第6弾。3266通りのリーチ目が搭載されていて、リール配列は同メーカーのハナビとほぼ同一。ゲーム性なども一部を除いてハナビと同じだが、演出関連はサンダーVリボルトに近い。同時当選はリーチ目を出すための一枚役を除けば、チェリーと特殊リプレイに設定されている。通常時は予告音がないときはチェリーを否定、予告音がなった時はリプレイを否定という法則がある。さらに消灯演出との法則を組み合わせることでボーナス確定となるパターンがある。ボーナスは別フラグのBIG(赤7とV)とREGの3つ。BIG中は予告音のない時に逆押しで左リール上段に赤7図柄をビタ押しして14枚獲得し、その後順押しで消化すると最大獲得枚数である311枚獲得できる。また予告音発生に全リールにVを狙い、揃うと揃ったラインによって設定を示唆する。BIG終了後は2部構成のRT「VSチャレンジ」「VSゲーム」に突入するが、パネルフラッシュ発生時の対応役にハズレが含まれていること以外はハナビと全く同じである。
2021年1月、後継機として6号機のSバーサスリヴァイズが導入されている。